# Stegosaurus en la cultura popular

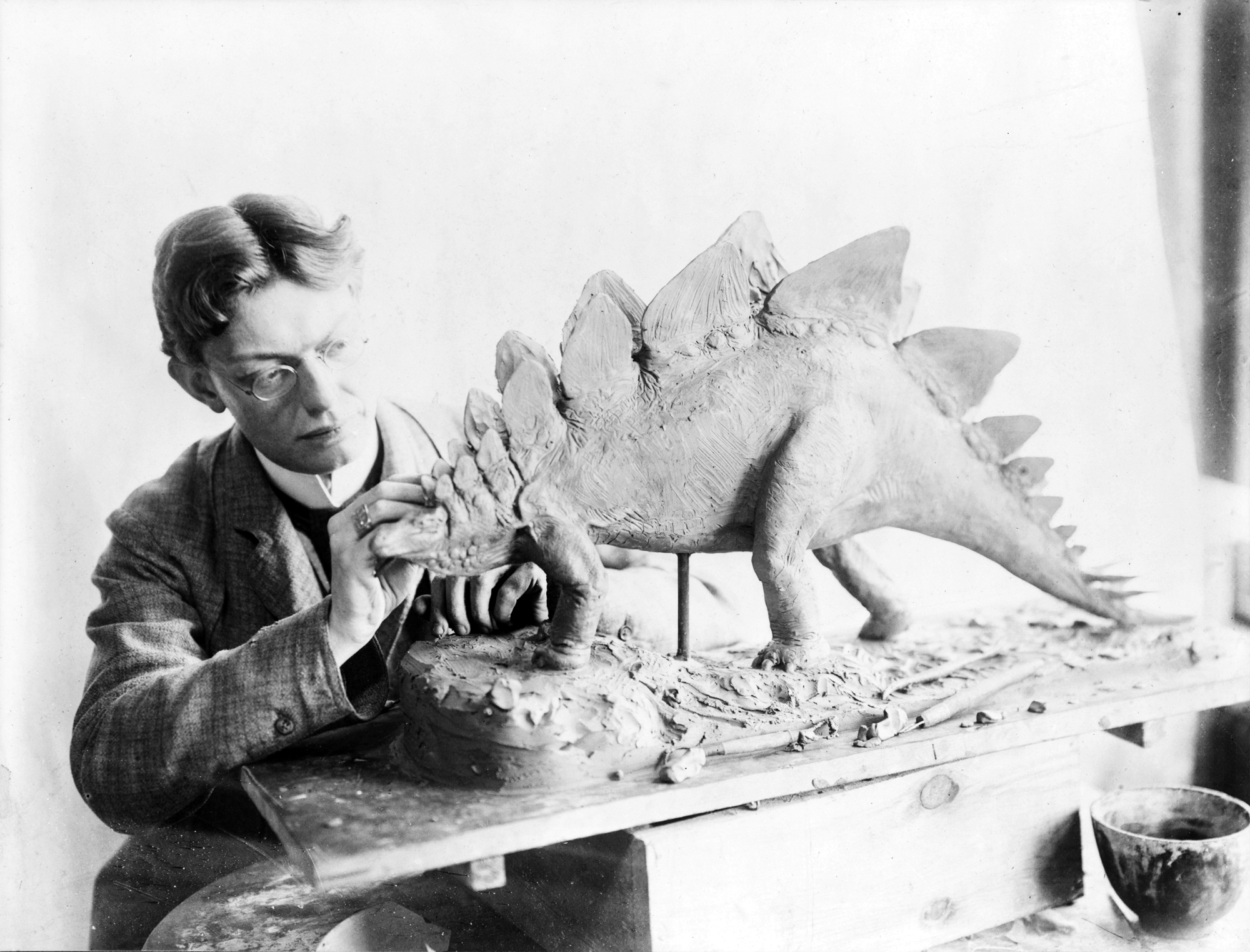
Charles Robert Knight recreando un Stegosaurus.

El estegosaurio es uno de los dinosaurios más popularmente conocidos, y también es el más reconocible de todos. Su figura está presente en infinidad de juguetes, películas, dibujos animados e historietas, e incluso fue declarado el Dinosaurio Estatal de Colorado en 1982.
Fue parte también del renacimiento de los dinosaurios en la década de los 70, en la que cambió la forma de ver a los dinosaurios. Aparece en el libro de Arthur Conan Doyle El mundo perdido.

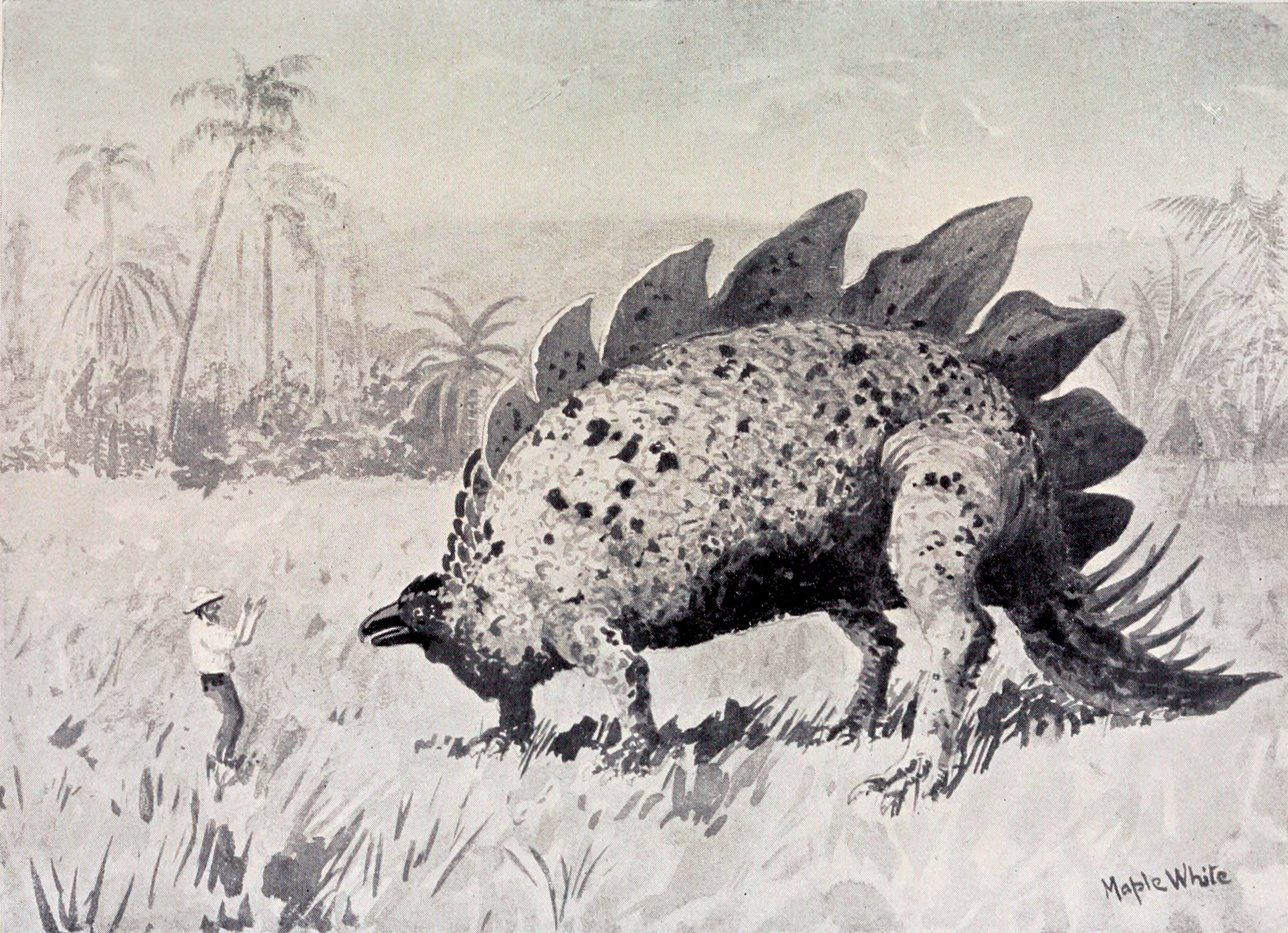
Un Stegosaurus en una página del libro El mundo perdido.

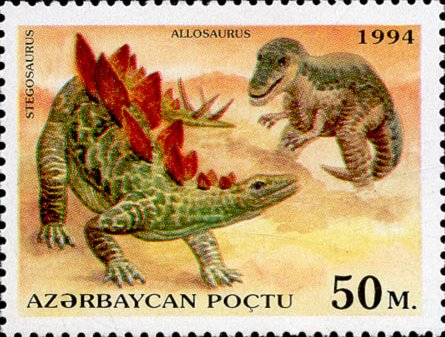
Timbre postal de Azerbaiyán de un Stegosaurus y un Allosaurus.

Se ha empleado su figura muchas veces en el cine: en el clásico King Kong, de 1933, el estegosaurio es el primer animal grande que encuentra la expedición de rescate; en la película de Walt Disney Fantasía (1940), se ve por primera vez la cola del estegosaurio como arma de defensa; aparece también luchando con un ceratosaurio en la película de 1954 de Karel Zeman Viaje a la prehistoria (Cesta do pravěku); y contra un tiranosaurio en la película de 1966 Hace un millón de años (One Million Years B.C.), con animación de Ray Harryhausen, y en Planet of Dinosaurs (1978). Una cría de estegosaurio llamado Spike (Púas) es uno de los principales personajes de la película En busca del valle encantado (1988) y de sus secuelas; aparece también el estegosaurio en Land of the Lost (1992-93).
Varios estegosaurios se representan en El mundo perdido: Parque Jurásico II, y también aparecen brevemente en Parque Jurásico III, Jurassic World y en Jurassic World: Fallen Kingdom hace otra participación estelar. Aunque no figura en la primera película de la serie, su nombre, mal escrito, aparece en los rótulos de los embriones robados. La del estegosaurio es una de las figuras de dinosaurios que se emplearon para la creación de Godzilla, junto al tiranosaurio y al iguanodón.
También aparece en los documentales The Animal World (1956) combatiendo con un ceratosaurio al igual que en When Dinosaurs Roamed America (2001) y en  Jurassic Fight Club (2008), donde combate con un alosaurio, al igual que en el segundo episodio de Walking with Dinosaurs (1999), donde uno alarmado mata una cría de Diplodocus y acosa a dos Alosaurios hasta provocar la retirada de estos; también aparece en el especial La balada del gran Al (2000).
Se ha empleado su figura en muchas películas de dibujos animados para niños; entre ellas, Transformers: Generación 1, En Busca del Valle Encantado, Dinoplativolos, DinoZaurs y Extreme Dinosaurs.
En la historieta The Far Side, de Gary Larson, generalmente se muestran estegosaurios cuando se habla de dinosaurios. De hecho, el término "Thagomizer" se origina en una tira cómica de Far Side, cuando un profesor cavernícola le enseña a sus alumnos que las espinas de la cola de este animal se llaman de esa manera en honor al "difunto Thag Simmons" que murió atravesado por ellas. El término ha sido usado por muchos paleontólogos, inclusive en el Instituto Smithsoniano.